# Josef Finger
Josef Finger (* 1. Januar 1841 in Pilsen; † 6. Mai 1925 in St. Georgen im Attergau) war ein österreichischer Physiker und Mathematiker.

## Leben
Josef Finger wurde als Sohn eines Bäckermeisters in Pilsen geboren. Er besuchte in Pilsen das Gymnasium und machte am 5. August 1859 mit Auszeichnung die Reifeprüfung. In Prag studierte er von 1859 bis 1862 Mathematik und Physik an der Karls-Universität Prag. Aus finanziellen Gründen erwarb er erst 1865 die Lehrbefähigung für Mathematik und Physik an Mittelschulen und ging in den Schuldienst. Am 17. März 1875 promovierte Finger an der Universität Wien, 1876 habilitierte er an der Universität Wien für das Fach Analytische Mechanik, im Jahr 1888 wurde er zum Mitglied der Leopoldina gewählt. 1897 veröffentlicht Finger „Über das innere Virial eines elastischen Körpers“. Finger war von 1888 bis 1890 Dekan der Chemischen Fachschule. 1890 bis 1891 war er Rektor der Technischen Hochschule Wien. Eine Aufnahme in die Akademie der Wissenschaften blieb Finger trotz mehrmaliger Versuche und Unterstützung von Loschmidt und später Ernst Mach verwehrt. 1916 erhielt Finger das Ehrendoktorat der Technischen Wissenschaften.
Finger gilt als ein Pionier der Kontinuumsmechanik.
Im Jahr 1965 wurde in Wien-Favoriten (10. Bezirk) die Fingergasse nach ihm benannt.